# Leiolopisma
Leiolopisma ist eine fünf Arten umfassende Gattung von meist großen oder riesigen, bodenlebenden Skinken.

## Merkmale
Die Leiolopisma-Arten sind vergleichsweise robuste Skinke. Die Schwänze sind kurz und weder brüchig noch blau. Der Körper ist nicht länglich. Männchen sind im Allgemeinen größer als Weibchen. Beim Telfair-Skink (Leiolopisma telfairii) gibt es einen Sexualdimorphismus zwischen den Geschlechtern.

## Systematik
Leiolopisma war einst eine Sammelgattung für Skinke mit unsicherer Zuordnung. Arten, die früher in diese Gattung gestellt wurden, zählen heute zu den Gattungen Oligosoma, Atroscincus, Asymblepharus, Anepischetosia, Carlia, Caesoris, Caledoniscincus, Carinascincus, Emoia, Lipinia, Kaestlea, Nannoscincus und vielen anderen. Zwei ausgestorbene und eine rezente Art, der Telfair-Skink, stammen von den Maskarenen im Indischen Ozean und bilden wahrscheinlich eine natürliche Gruppe. Leiolopisma alazon stammt von den Fidschi-Inseln und ist mit seinen 56 mm vergleichsweise klein. Eine genetische Überprüfung, die die Gattungszugehörigkeit dieser Art bestätigt oder nicht bestätigt, steht allerdings noch aus. Leiolopisma mauritiana und Leiolopisma ceciliae waren auf Mauritius und Réunion endemisch und gelten als ausgestorben. Der Mauritius-Riesenskink (Leiolopisma mauritiana) war einst mit einer Kopf-Rumpf-Länge von 25,2 cm und einer Gesamtlänge von 68 cm die größte Skinkart der Welt. Leiolopisma fasciolare ist eine kryptische Art, die nur vom verschwundenen Typusexemplar bekannt ist. Angaben, dass der Holotypus auf Neuseeland gesammelt wurde, werden heute fast allgemein nicht akzeptiert. Der Herpetologe George Robert Zug schrieb 1985: 

„Der mutmaßliche Holotypus von Hombronia fasciolaris (i. e. Leiolopisma fasciolare) entspricht weder der ursprünglichen Erstbeschreibung noch der Neubeschreibung Girards; stattdessen ähnelt das Exemplar eher der Beschreibung und Neubeschreibung von Lipinia vulcania. Dieses Exemplar wird versuchsweise als Holotypus des letzteren Taxons vorgeschlagen; der Typus des ersteren ist in der Sammlung des National Museum of Natural History nicht vorhanden.“

## Lebensweise
Die Hälfte der bekannten Arten sind Fleischfresser und die andere Hälfte sind Allesfresser. Die am besten untersuchte Art (Leiolopisma telfairii) ist ernährungsphysiologisch unabhängig. Die Nahrung umfasst Früchte, Nektar, Gliederfüßer, Heuschrecken, andere Insekten, wechselwarme Wirbeltiere, gleichwarme Wirbeltiere, Eier und Aas. Der Telfair-Skink klettert in den Schoß der Touristen, um Futter zu erbetteln. Hinsichtlich der Tagesaktivitätsmuster ist der Telfair-Skink kathemeral, Leiolopisma alazon tagaktiv und der ausgestorbene Mauritius-Riesenskink war nachtaktiv. Diese Vermutung basiert wahrscheinlich auf der Tatsache, dass die frühen Chronisten von Mauritius den damals noch existierenden Mauritius-Riesenskink nicht erwähnten, möglicherweise weil sie tagsüber auf die Jagd gingen und die Skinke daher nicht sehen konnten, weil sie erst Nachts aus ihren Verstecken kamen. Die Leiolopisma-Arten sind nur vom Flachland bekannt, alle sind eierlegend. Zum Fortpflanzungsverhalten liegen nur Untersuchungen vom Teifair-Skink vor. Die Anzahl der Gelege ist mäßig groß. Ihr ontogenetisches Körperlängenspektrum ist erhöht, was auf relativ kleine Jungtiere hindeutet. Die Inkubationszeit ist mit 56 Tagen kurz und die Lebensdauer ist mit 16 Jahren relativ lang. Alle Arten sind oder waren auf Inseln endemisch.

## Status
Die IUCN stuft den Telfair-Skink als gefährdet und die Fidschi-Art Leiolopisma alazon als vom Aussterben bedroht ein. Leiolopisma ceciliae und Leiolopisma mauritiana werden als ausgestorben gelistet.